# Кормилицыны
Кармилицыны (Кормилицыны) — русский дворянский род, столбового дворянства.
Род Кармилицыных внесён в VI часть родословной книги Рязанской губернии.

## Описание гербов

#### Герб Кормилицыных 1785 г.
В Гербовнике Анисима Титовича Князева 1785 года имеется изображение печати с гербом представителя рода:
серебряное поле щита, разделено крестообразно на четыре части. В первой части, всадник на белом коне, едущий вправо. Во второй части, голубой топор (изменённый польский герб Топор). В третьей части коричневая бычья голова (польский герб Венява). В четвёртой части золотые титлы (фигурные буквы) от имени и фамилии гербовладельца. Щит покрыт княжеской мантией и коронован дворянской короной.

#### Герб. Часть VIII. № 126.
Щит разделён вертикально на две половины и правая половины поделена горизонтально на две части. В верхней правой части, в золотом поле, изображён ездок, скачущий на белом коне в правую сторону с поднятым вверх мечом (польский герб Погоня). В нижней части правой половины, в голубом поле,  чёрная бычья голова, пронзённая наискось мечом (польский герб Помян). В левой половине, в пурпурном поле, серебряный топор (польский герб Топор).
Щит увенчан дворянским шлемом и короной, по сторонам которой две золотые трубы; намёт на щите золотой, подложенный голубым. Щитодержатели: с правой стороны — лошадь, с левой — лев.

## Известные представители
- Кормилицын Нефёд Никитич — дьяк (1676, 1692).
- Кормилицын Никита Павлович — стольник царицы Евдокии Фёдоровны (1692).
- Кормилицын Леонтий Нестерович — московский дворянин (1695).
- Кормилицын Гавриил Павлович — стольник (в 1696 жалован поместьем)[4].
- Кормилицын, Михаил Николаевич (1835—1892) — вологодский губернатор.